# سوزی تمپلتون
سوزی تمپلتون (انگلیسی: Suzie Templeton؛ زادهٔ ۱۹۶۷) یک کارگردان و پویانما اهل بریتانیا است.
وی برنده جایزه اسکار بهترین پویانمایی کوتاه در سال ۲۰۰۷ شده است.

## فیلم‌شناسی
- استنلی (۱۹۹۹)
- Dog (۲۰۰۱)
- پیتر و گرگ (۲۰۰۶)